# Stéphane Sautarel
Stéphane Sautarel, né le 29 janvier 1965 à Aurillac, est un homme politique français.

## Biographie
Ancien directeur général de la Chambre de commerce et d'industrie du Cantal, puis directeur général des services du Conseil départemental du Cantal, il s'oriente par choix dans le conseil, la formation et le coaching et devient dirigeant-fondateur de la société Magellan-Consulting. Il est aussi l'auteur de Management Humaniste : Invitation au voyage.
Élu conseiller municipal d'Aurillac sur la liste d'union de la droite et du centre en 2020, il se porte candidat aux élections sénatoriales de la même année.
Il est élu sénateur du Cantal au 2e tour avec 46 % des voix, devant le candidat centriste Michel Teyssedou. Il succède ainsi à Josiane Costes, sénatrice sortante.
Le 2 juillet 2021, il est élu conseiller régional d'Auvergne-Rhône-Alpes sur la liste menée par Laurent Wauquiez. Contraint par la loi sur le cumul des mandats, il choisit d'abandonner son siège de conseiller municipal d'Aurillac.

## Mandats locaux
- Conseiller municipal (opposition) d'Aurillac (2020 → 2021)
- Conseiller communautaire (opposition) de la communauté d'agglomération du Bassin d'Aurillac (2020 → 2021)
- Conseiller régional d'Auvergne-Rhône-Alpes (2021 → )